# Ctenophryne
Ctenophryne ist eine Amphibien-Gattung aus der Familie der Engmaulfrösche.

## Beschreibung
Die Pupillen sind vertikal. Die Zunge ist groß, hinten ausgerandet und am Rand frei abhebbar. Gaumenzähne fehlen. Es sind zwei quere Gaumenfalten vorhanden, von denen die hinterste vor dem Schlundeingang liegt und kammförmig ist. Das Trommelfell ist unsichtbar. Die Finger und Zehen sind an den Spitzen verbreitert. An ihrem distalen Ende befinden sich verdickte knöcherne Endphalangen. Die Finger sind frei, an den Zehen befinden sich Schwimmhäute. Diese greifen aber nicht zwischen die Metatarsen der 4. und 5. Zehe ein. Die Praecoracoide und das Omosternum fehlen. Das Sternum ist eine Knorpelplatte. Die Querfortsätze des Sacralwirbels sind mäßig stark verbreitert.

## Vorkommen
Die Gattung kommt in Costa Rica, Panama, Kolumbien, Guayana und Amazonien vor.

## Systematik
Die Gattung Ctenophryne wurde 1904 von François Mocquard erstbeschrieben. Sie umfasst 6 Arten:
- Ctenophryne aequatorialis (Peracca, 1904) – Endemit der Anden Ecuadors
- Ctenophryne aterrima (Günther, 1901) – Süd- und Mittelamerika von Costa Rica bis Ecuador und Kolumbien
- Ctenophryne barbatula (Lehr & Trueb, 2007) – nur das Typusexemplar bekannt (Anden Perus)
- Ctenophryne carpish (Lehr, Rodriguez & Córdova, 2002) – Endemit Primärer Bergnebelwälder Perus; Kaulquappen in wassergefüllten Blattscheiden von Bromelien[3]
- Ctenophryne geayi Mocquard, 1904 – weit verbreitet in Regenwäldern im amazonischen Tiefland
- Ctenophryne minor Zweifel & Myers, 1989 – nur das Typusexemplar bekannt (Kolumbien)

Die früheren Gattungen Nelsonophryne (Ersatzname für Glossostoma) und  Melanophryne wurden mit Ctenophryne synonymisiert, nachdem eine phylogenomische Studie ihre Zusammengehörigkeit erwiesen hatte.